# Anneau alpha
L'anneau alpha (ou anneau α) est un anneau planétaire situé autour d'Uranus.

## Caractéristiques
L'anneau alpha orbite à 44 718 km du centre d'Uranus (soit 1,750 fois le rayon de la planète), entre l'anneau 4 et l'anneau bêta. Comme la quasi-totalité des autres anneaux d'Uranus, il est très fin, sa largeur étant de l'ordre de 4  à   10 km.